# 芙蓉墩镇
芙蓉墩镇，是中华人民共和国江西省九江市彭泽县下辖的一个乡镇级行政单位。

## 行政区划
芙蓉墩镇下辖以下地区：
芙蓉社区、五联村、太字村、江河村、三联村、凤凰村、凉亭村、白莲村、湖山村、长山村、红桥村、湖西农科所村和柘林村。